# Список псевдонаукових тем
Псевдонау́ка — діяльність, що навмисне або помилково імітує науку, але по суті такою не є.
Головна відмінність псевдонауки від науки — це використання неперевірених науковими методами і просто помилкових даних і відомостей, а також заперечення можливості спростування, тоді як наука заснована на фактах (перевірених відомостях) і постійно розвивається, розлучаючись зі спростованим теоріями та пропонуючи нові.
Нижче наведено список тем, які з точки зору академічної науки є псевдонауковими.

## Природничі науки

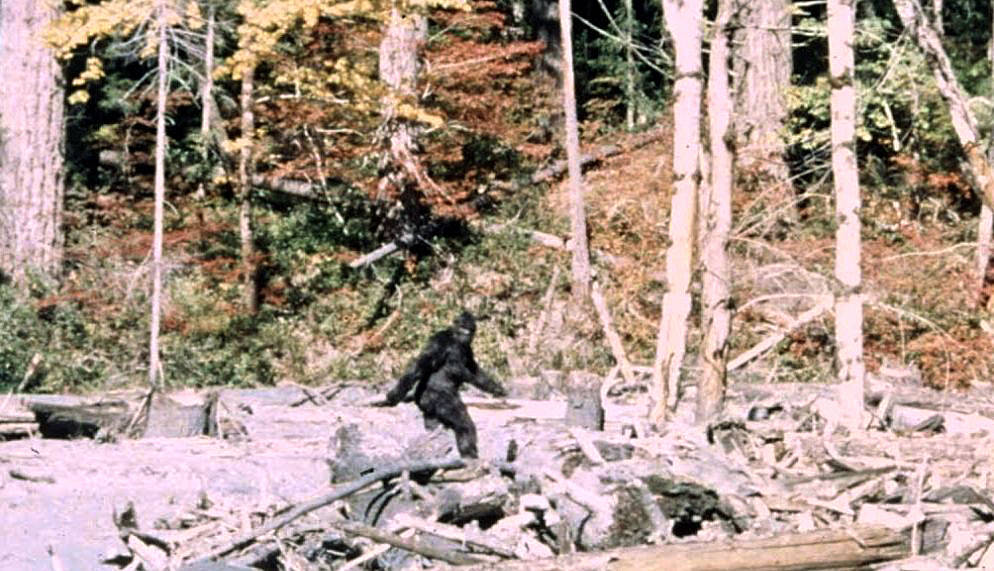
Фото, на якому зафіксовано нібито криптида бігфута

- Атомні мутанти — описує вплив радіації як ефективний спосіб утворення нових видів істот або покращення якостей біологічних організмів[4].
- Водяна мавпа — походження людини від мавп, які вели напівводяний спосіб життя, чим пояснюється мала кількість волосся та раціон людини[5].
- Довготермінове прогнозування землетрусів — уявлення, що землетруси відбуваються внаслідок періодичних процесів (наприклад, взаємного розташування планет) і тому їх можна передбачити заздалегідь[6].
- Ектоплазма — особливий вид матерії, що буцімто пов'язана з проявами паранормальної активності (матеріалізація об'єктів, появи привидів)[7].
- Електронний голос — розгляд шумів на аудіозаписах як свідчень прояву надприродних сил (наприклад, духів)[8].
- Ефект спостерігача — вплив людини на випадкові події своєю присутністю чи думками[9].
- Закон ускладнення — незворотність ускладнення матерії в міру її розвитку до розумного життя[10].
- Креаціонізм — уявлення, що створення світу надприродними силами можна довести за допомогою науки. Як варіант — барамінологія, згідно з якою реальна тільки еволюція в межах родів організмів[11].
- Криптозоологія — пошук міфічних і легендарних істот[12].
- Науковий теїзм — уявлення, що надприродні сили «насправді» є частиною природи і тому їх існування можна довести науковими методами[13].
- Надсвітлові подорожі — можливість руху швидше за швидкість світла без зміни нормального простору-часу (з огляду на це дослідження кротовин або варп-двигуна псевдонауковими не є)[14].
- Пласка Земля — ідея про те, що форма Землі наближена не до сфери, а до диска[15].
- Полігенізм — розгляд людських рас як окремих біологічних видів[16].
- Порожниста Земля — існування всередині кулястої Землі порожнини чи порожнин, які складають значну частку її об'єму[17].
- Розумний задум — концепція, згідно з якою Всесвіт зумисне створений якоюсь розумною сутністю саме таким, яким ми його знаємо, щоб у ньому могли жити люди[18].
- Телегонія — уявлення, що ознаки потомства визначаються першим статевим контактом[19].
- Холодні плями — зони простору зі зниженою температурою нібито пов'язані з проявами паранормальної активності, як-от привидами[3].
- Фальсифікація висадки на Місяць — теорія змови, що стверджує буцімто люди ніколи не були на Місяці, а всі свідчення висадок фальшиві[20].

## Прикладні науки

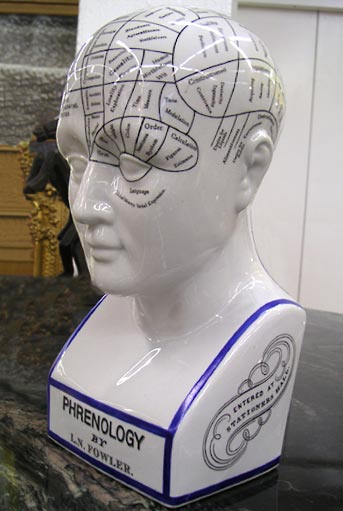
Френологічна модель

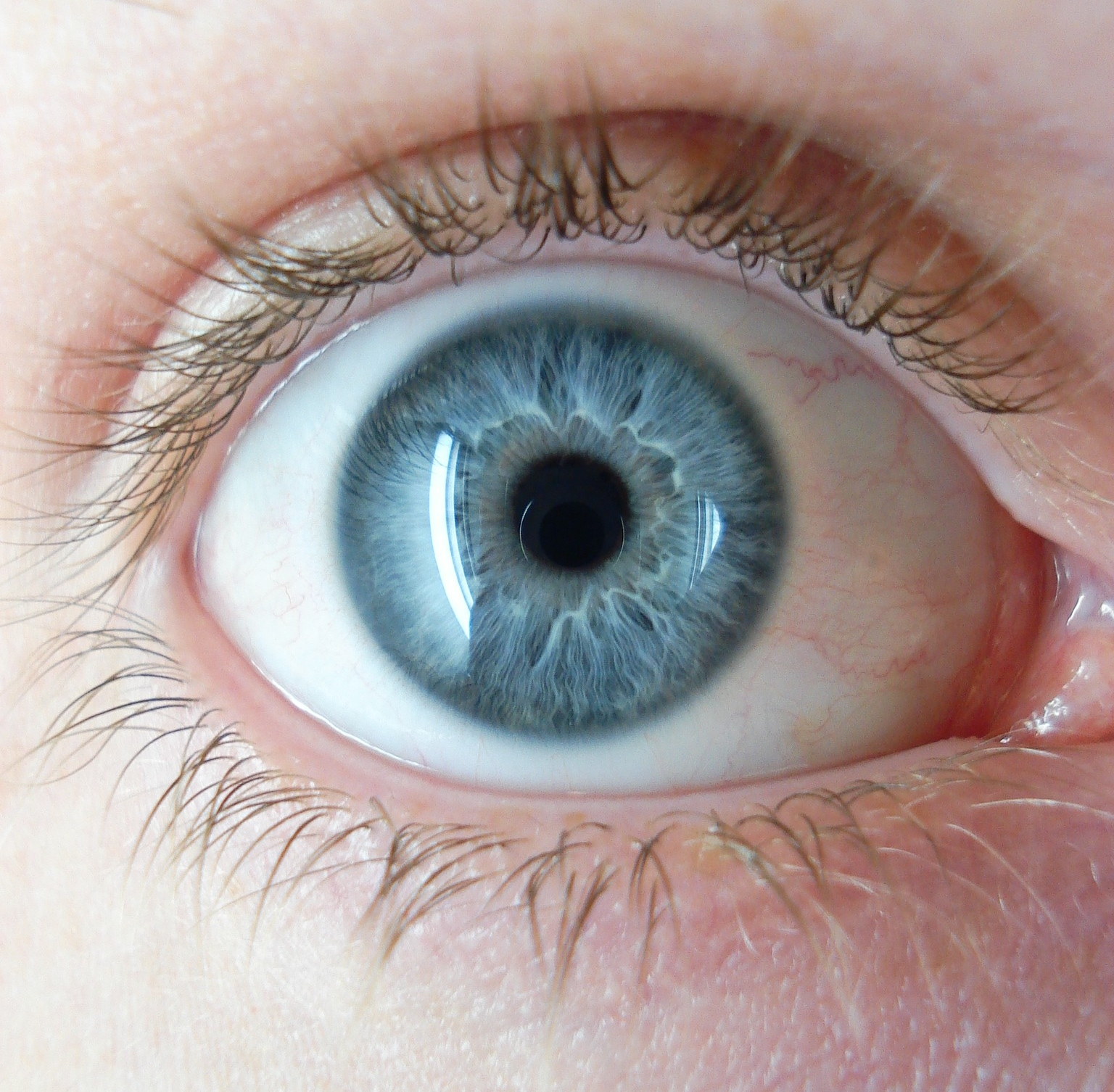
Прихильники іридодіагностики вважають, що за виглядом райдужної оболонки ока можна точно діагностувати широкий спектр хвороб

- Антивакцинаторство — нібито шкода від побічних ефектів вакцинації переважає над користю[3].
- Акупунктура — вколювання голок в певні точки на шкірі, що нібито впливає на пов'язані з цими точками органи[21].
- Антропософська медицина — намагається діагностувати стан організму за кристалізацією солей, «заряджати» речовини для підвищення їхньої ефективності[22].
- Астральна проєкція — створення нематеріального двійника, що нібито може сприймати світ на суттєвій віддалі від тіла[23].
- Астрологія — вплив астрономічних об'єктів і явищ на долю людини. Варіант — парад планет як явище, що нібито має особливий вплив на світ[24][25].
- Біорезонанс — лікування за допомогою «вібрацій» фізичних полів (у тому числі існування яких не підтверджується академічною наукою), що нібито вступають у резонанс із організмом[26].
- Біодобавки — використання різноманітних матеріалів біологічного походження як високоефективного засобу профілактики захворювань, «зміцнення організму», заміни ліків. У той же час використання біодобавок як допоміжних лікарських засобів псевдонаукою не є[27]. Варіант — апітерапія, — використання продуктів бджолярства з приписуванням їм надзвичайних лікувальних властивостей[28]
- Біолокація — здатність отримувати інформацію про об'єкт, контактуючи з пов'язаним об'єктом. Наприклад, пошук зниклих людей, торкаючись до їхньої фотографії; лозоходство[29].
- Геопатогенні зони — існування ділянок, які негативно впливають на людську життєдіяльність, спричиняють хвороби, невдачі, злочинність[30]. Виявлення таких ділянок називається геомантією[31].
- Гомеопатія — уявлення, що лікувальний ефект різних речовин визначається не кількістю їх молекул на одиницю об'єму, а «пам'яттю» речовин, які перебували з ними в контакті. Початково — спричинення в організмі нібито корисних реакцій, схожих на симптоми хвороби, яка лікується[32].
- Графологія — визначення моральних якостей, схильностей людини за її почерком[33].
- Детектор брехні — нібито за життєвими показниками організму можна достеменно визначити, коли людина бреше[34].
- Електромагнітні поля та мобільні телефони — розвиток хвороб з причини роботи мобільних телефонів[35].
- Ефект плацебо — використання ефекту плацебо як універсального засобу лікування[36]
- Ідеомоторний ефект — розпізнавання довільних рухів як ознак контакту з «невидимим світом» (духами чи підсвідомістю)[37].
- Прихильники іридодіагностики вважають, що за виглядом райдужної оболонки ока можна точно діагностувати широкий спектр хворобІридодіагностика — діагностика хвороб за виглядом райдужної оболонки ока[38].
- Лей-лінії — уявлення, що різноманітні культові об'єкти по світу розташовані згідно з мережею ліній, якими передається особлива енергія[15].
- Лікування гомосексуальності — розгляд гомосексуальності як психічної хвороби, яку отже можна вилікувати методами психіатрії[39].
- Лікування гіпнозом — використання гіпнозу для розкриття «прихованих резервів» організму, відновлення втрачених спогадів[40].
- Літотерапія — лікування за допомогою контакту з різним камінням, особливо кристалами[41].
- Медитація як особливий стан організму, що використовується як універсальний засіб лікування[42].
- Нумерологія — сукупність вірувань та практик, які приписують числам особливий вплив на долю людини[43].
- Магнітна терапія — використання магнітних полів для пришвидшення лікування та зміцнення організму[44].
- Молитва як дієвий засіб лікування. Іноді з поясненнями, нібито вона має особливі цілющі «вібрації»[45].
- Передсмертний досвід як свідчення реальності посмертного існування особистості («тунель світла», «вихід із тіла»)[46].
- Приховані спогади — ідея про те, що людина пам'ятає, ким була до свого народження, і ці спогади можна розблокувати спеціальними практиками[15].
- Позатілесний досвід — використання досвіду, під час якого людина ніби бачить світ з місця поза фізичним тілом, як доказу існування душі[47].
- Уринотерапія — лікування за допомогою сечі[48].
- Феншуй — вплив розташування об'єктів інтер'єру та екстер'єру людського житла на долю[49].
- Френологія — зв'язок між випуклостями черепа та розумовими якостями людини[50].
- Фізіогноміка — визначення особистих якостей людини за її зовнішністю, зокрема обличчям[51].
- Хіромантія — трактування ліній на долонях як свідчень долі людини[52].
- Шкода від ГМО — уявлення, що вживання генно-модифікованих організмів як їжі чи ліків призводить до мутації ДНК споживачів[1].

## Суспільствознавчі науки
- Арійський міф — виділення аріїв у окрему расу чи підрасу людства та приписування аріям вродженої вищості над іншими людьми[53].
- Викрадення прибульцями — викрадення людей інопланетянами з метою медичних експериментів, схрещування або духовного просвітлення. Споріднена тема — каліцтво худоби нібито в ході експериментів інопланетян[54].
- Євгеніка як ідея, що якість суспільства можна підвищити за допомогою біологічного схрещування[3].
- Науковий расизм — використання фізіологічних відмінностей людських рас із метою обґрунтувати користь їхньої соціальної нерівності[55].
- Палеоконтакт — пояснює появу різних стародавніх об'єктів, історичні події, саму появу людей і життя на Землі втручанням інопланетян[56].
- Підсвідоме сприйняття — нібито людину можна «запрограмувати» на довготривалу поведінку (наприклад, покупку товарів певного бренду) шляхом повідомлення прихованих послань, які діють в обхід свідомого сприйняття[57].
- Криптоісторія — ідея про те, що справжня історія людства прихована певними силами та суттєво відрізняється від академічної[58].
- Псевдоархеологія — дослідження минулого за допомогою паранормальних методів та/або псевдонаукової аргументації. Псевдоархеологія часто виступає за спрощену картину історії, де існували забуті суперцивілізації, затонулі континенти, циклічні катаклізми, позаземні цивілізатори, світові правлячі еліти[59].
- Реінкарнація — втілення душі померлої людини в іншу людину, тварину, предмет[60].
- Соціальний дарвінізм — застосування концепції природного добору в соціології з метою виправдання нерівності та насильства[61].